# Szaleństwa (grafiki Goi)
Szaleństwa (hiszp. Disparates) lub Przysłowia (hiszp. Proverbios) lub
Sny (hiszp. Sueños) – seria 22 rycin wykonanych przez Francisca Goyę techniką akwaforty, akwatinty i suchej igły. Ryciny powstały w latach 1815–1823.
Jest to najtrudniejsza do zinterpretowania seria rycin Goi, stąd różne jej tytuły, z których najtrafniejszym wydaje się tytuł Szaleństwa. Ryciny są pełne onirycznych wizji, przemocy i seksualności oraz krytyki władzy. Wyrażają absurd egzystencji, siłę zła, wszechobecność obłudy, nieuchronne zwycięstwo cierpienia, starości i śmierci. Miejsce tłumu wypełniły groźne potwory, absurdalne i nierealne zjawy – owoce halucynacji i majaczeń.
Ryciny nie zostały opublikowane za życia malarza. W 1864 roku Królewska Akademia Sztuk Pięknych św. Ferdynanda po raz pierwszy wydała 18 rycin, a w 1877 po odnalezieniu pozostałych czterech wydano kompletną serię. Wydawcy cyklu nie wiedząc o istnieniu odbitek opatrzonych przez Goyę tytułami błędnie nazwali je Przysłowiami, uznając je za ilustracje znanych przysłów hiszpańskich.

## Ryciny

Szaleństwa wydane w 1864
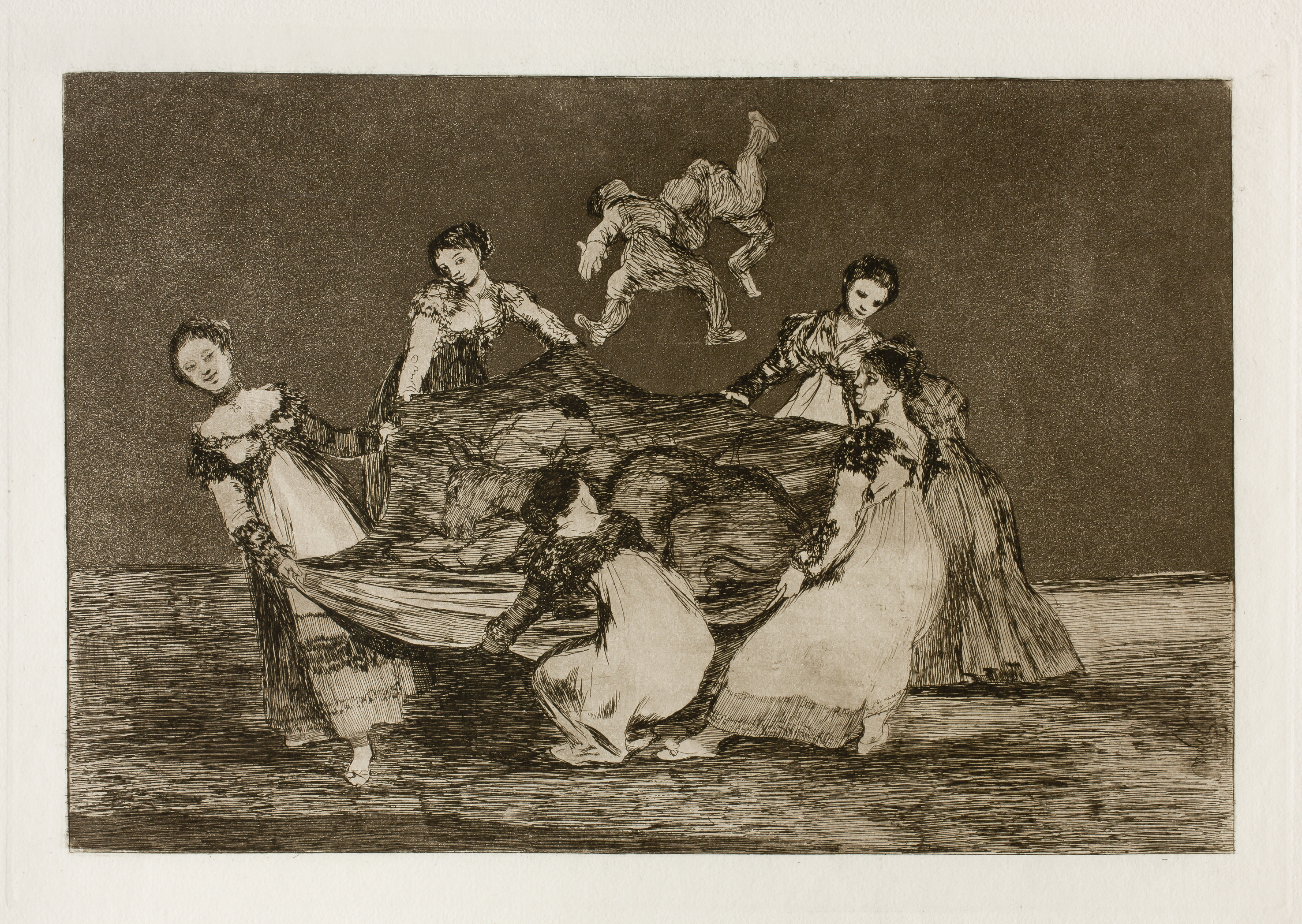
Nr 1. Waży więcej niż martwy osioł. Szaleństwo kobiece
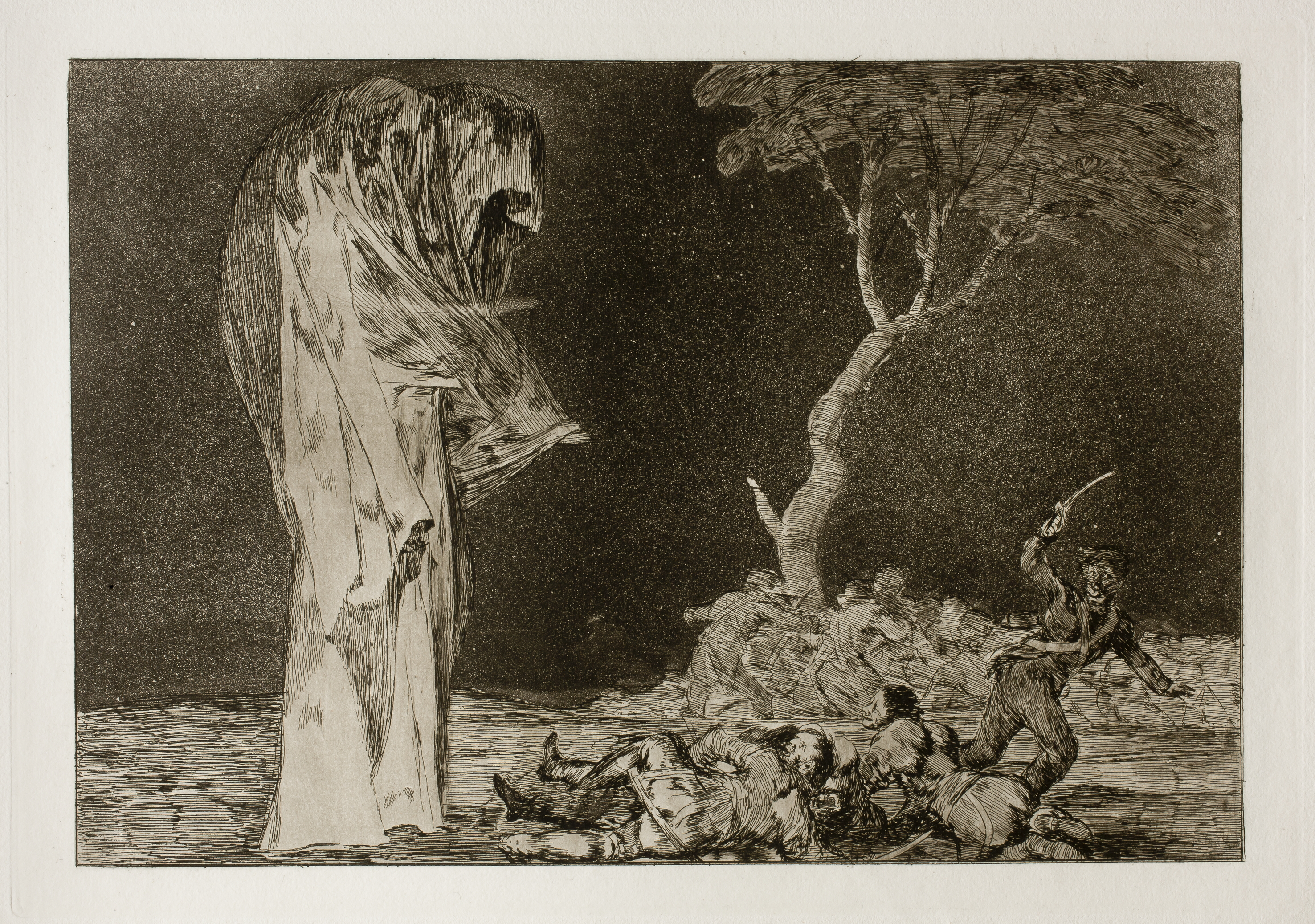
Nr 2. Ze strachu nie trać honoru. Szaleństwo strachu
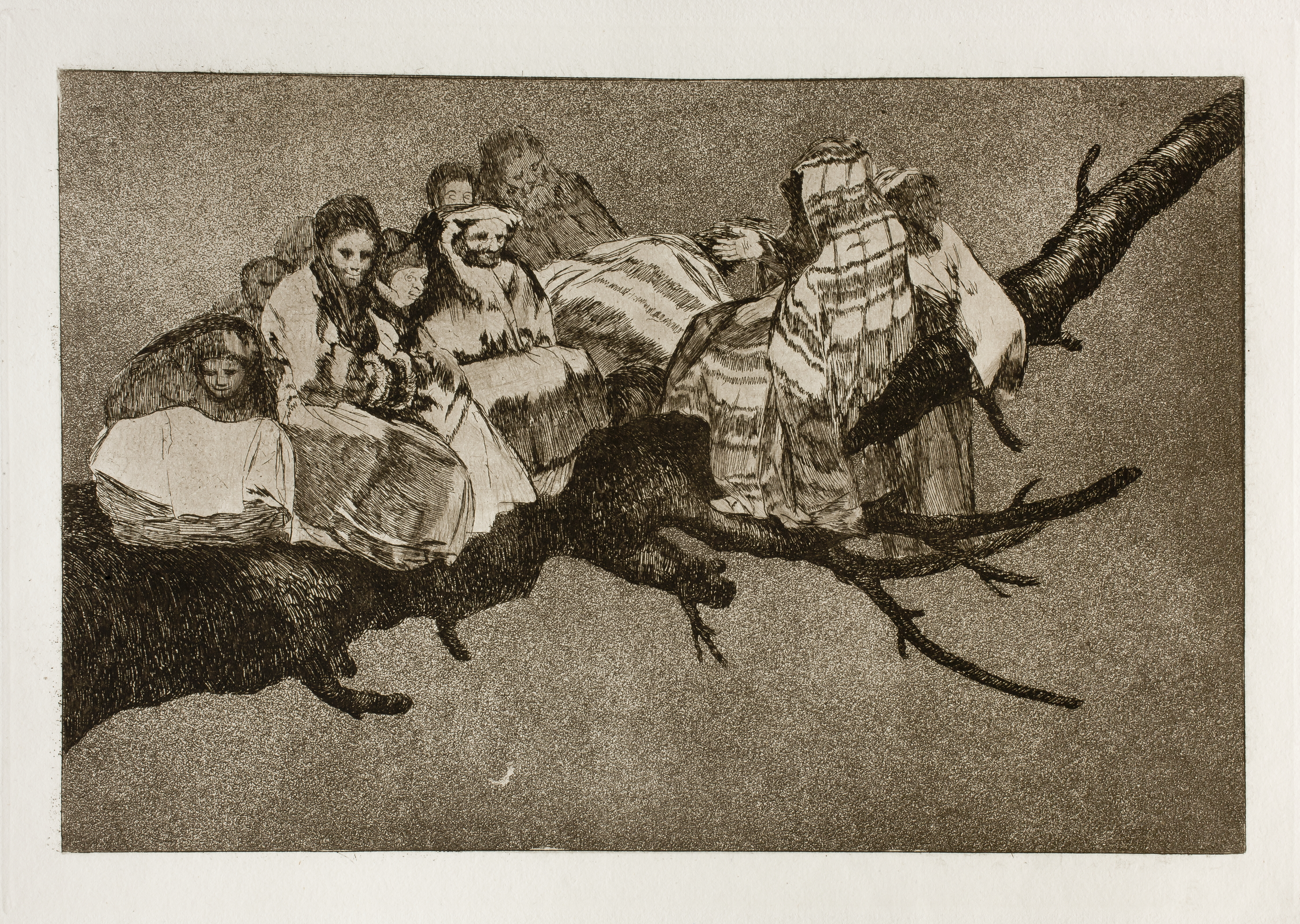
Nr 3. Błąkać się w gałęziach. Szaleństwo śmieszne
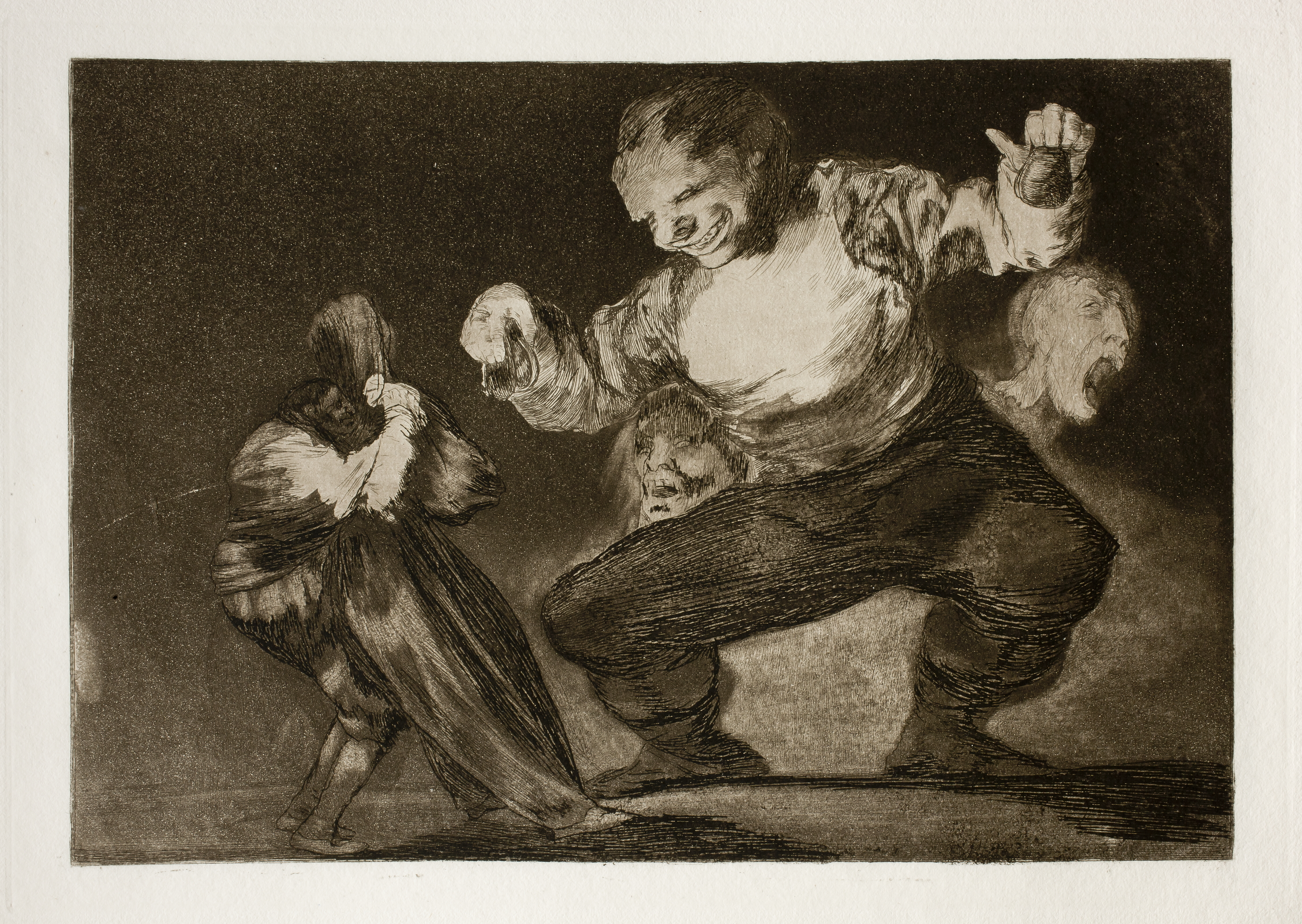
Nr 4. Od złych nałogów do cudzołóstwa tylko krok. Głuptasek
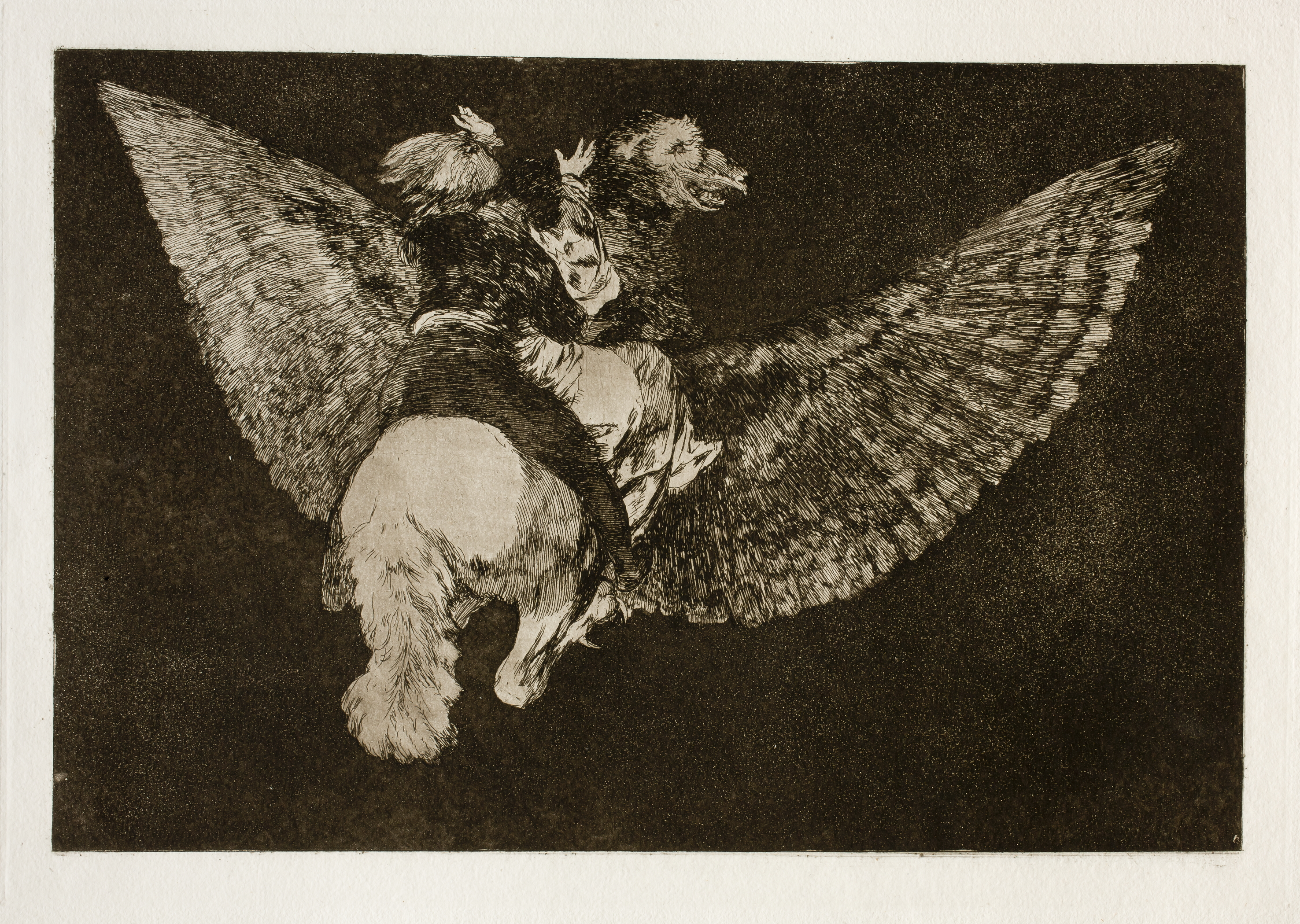
Nr 5. Nie uznaje przyjaciół, którzy okrywają mnie skrzydłami, a jednocześnie kłują dziobem. Szaleństwo latające
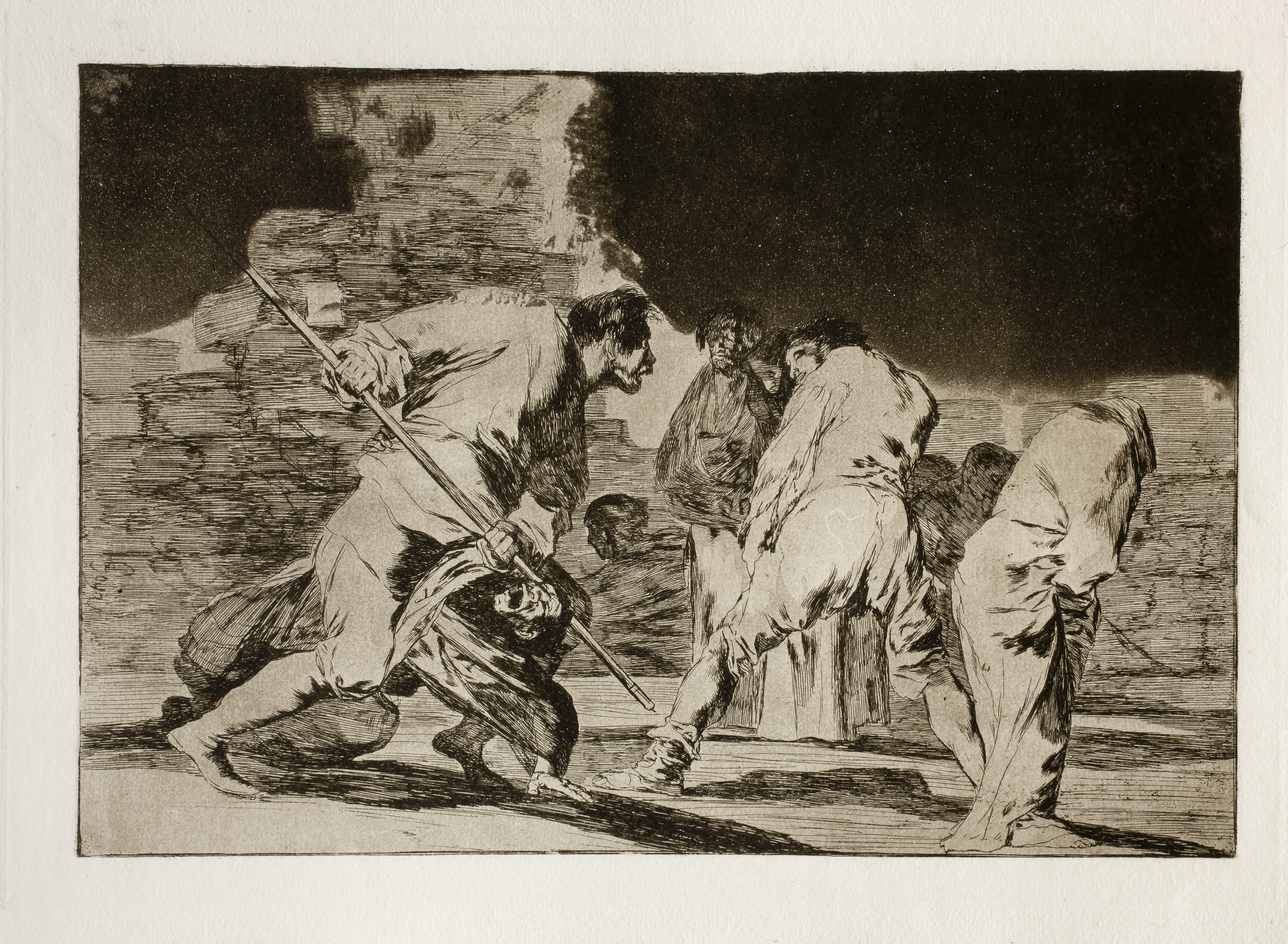
Nr 6. Bóg nas tak stworzył, że nie możemy wyjść z podziwu. Szaleństwo wściekłe
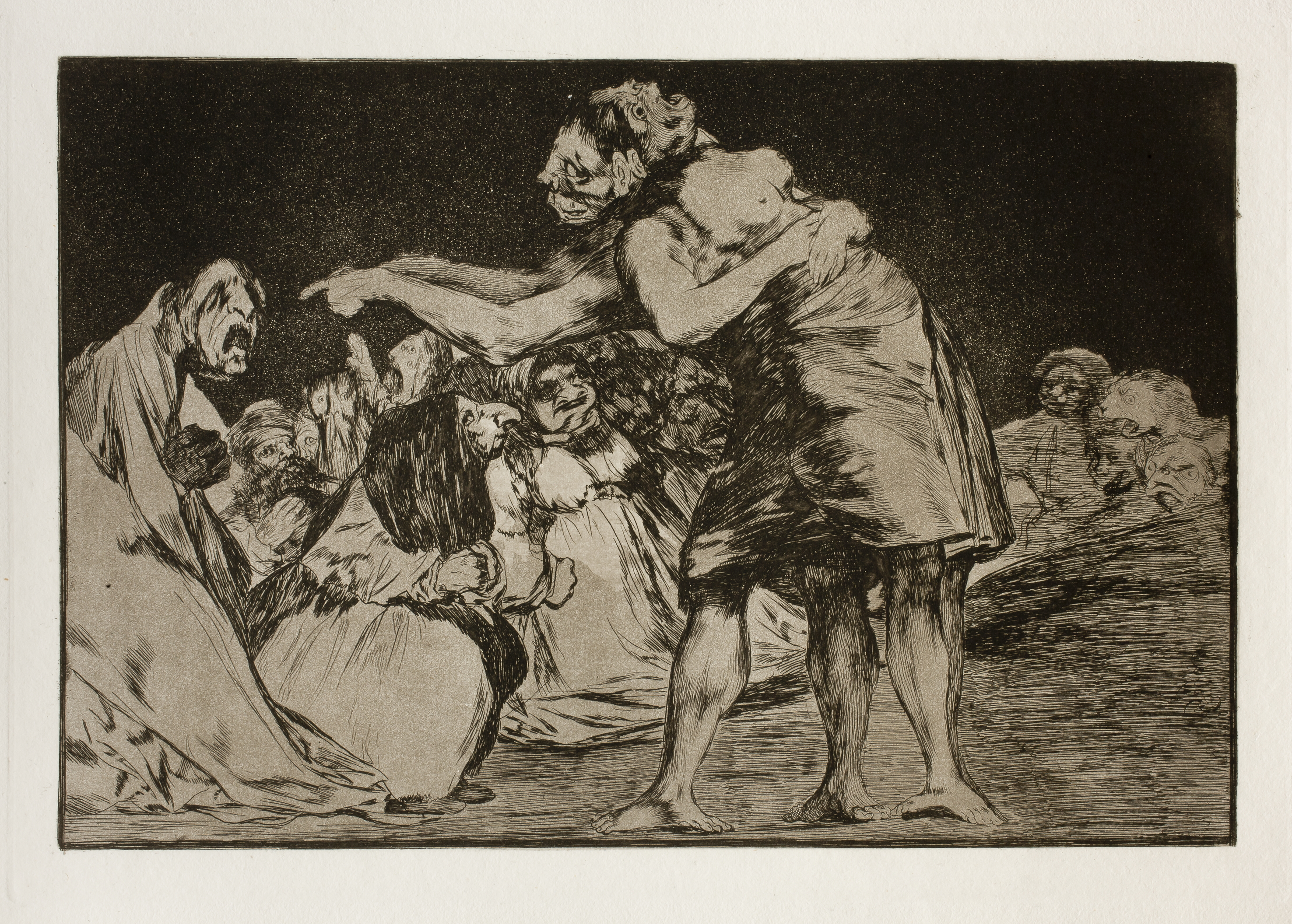
Nr 7. Zła żona ma zawsze coś do powiedzenia. Szaleństwo małżeńskie
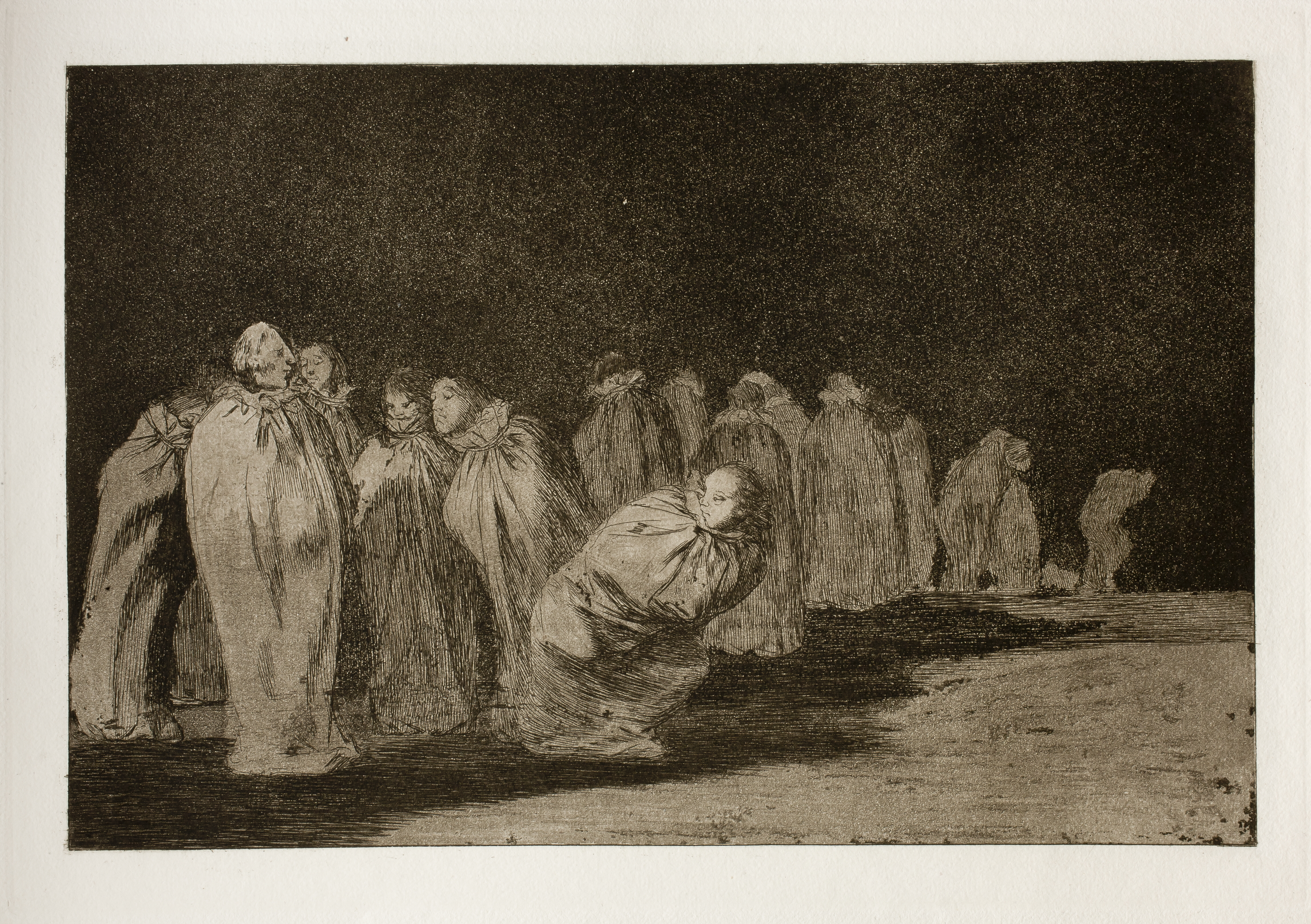
Nr 8. Nie wiadomo, co kryje się pod tą suknią. Zakutani w worki
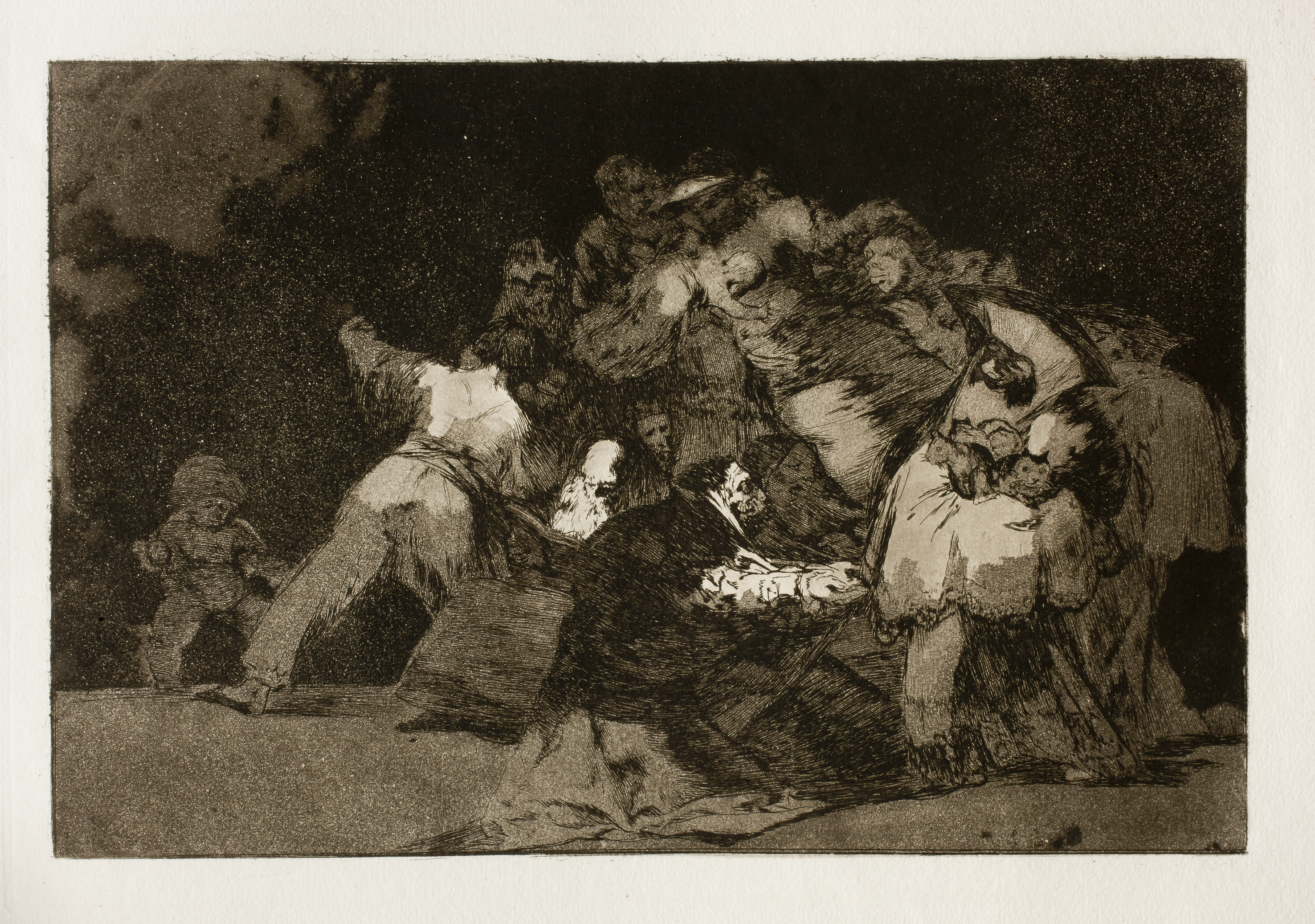
Nr 9. Kocie pazury i ubiór świętoszka. Szaleństwo ogólne
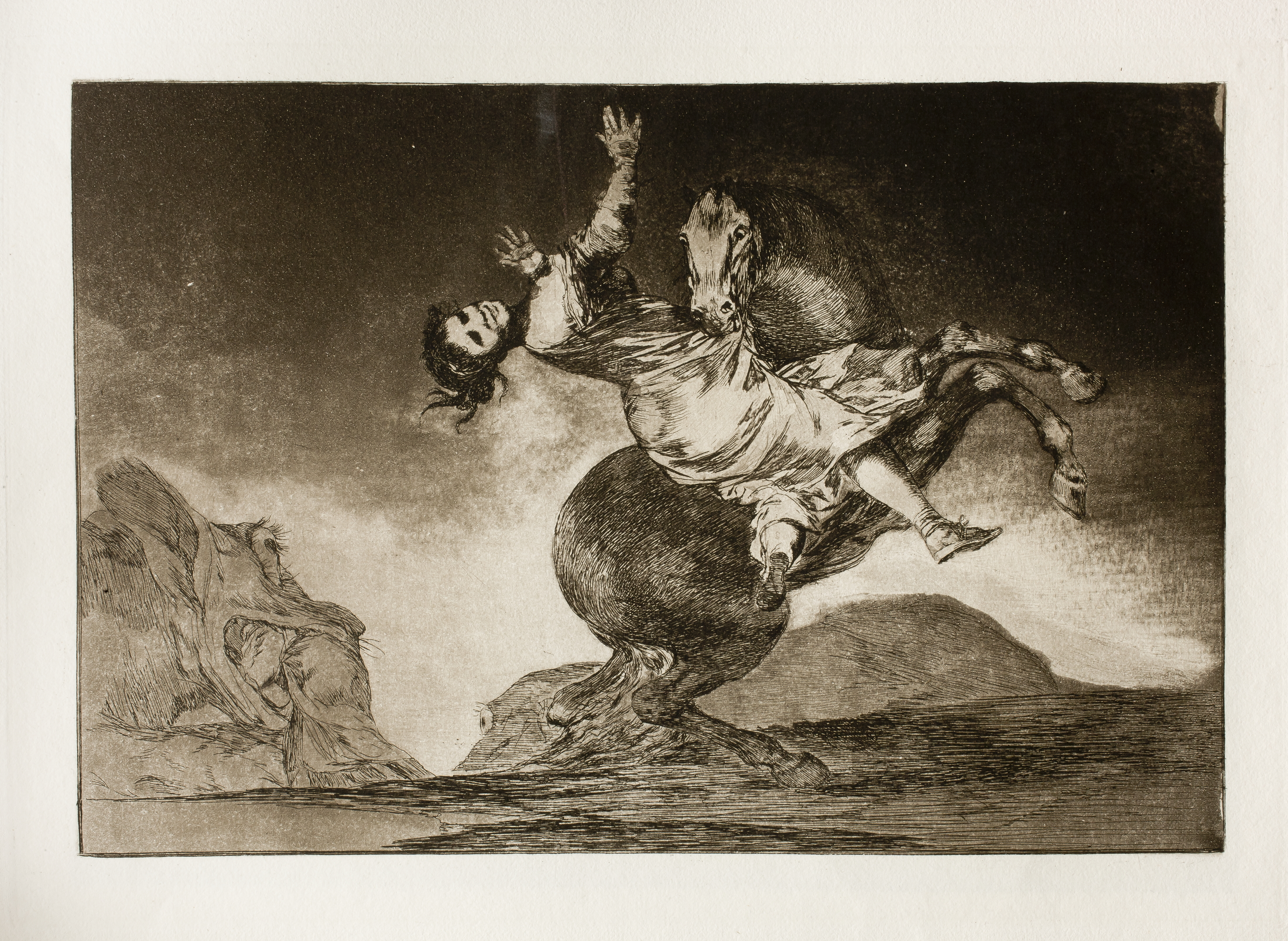
Nr 11. Szaleństwo nędzy
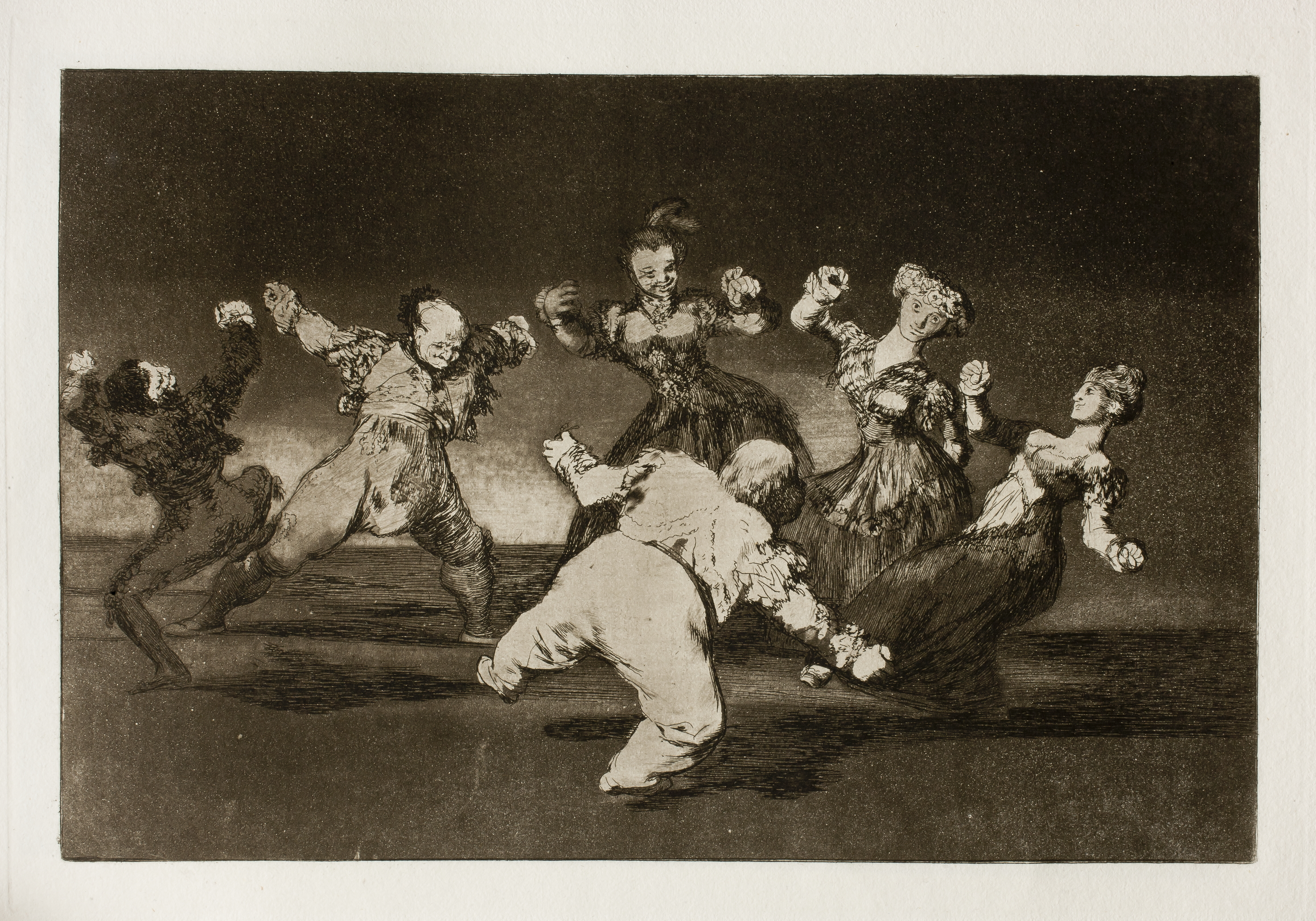
Nr 12. Gdyby Marina nie tańczyła, nie złamałaby nogi. Szaleństwo radosne
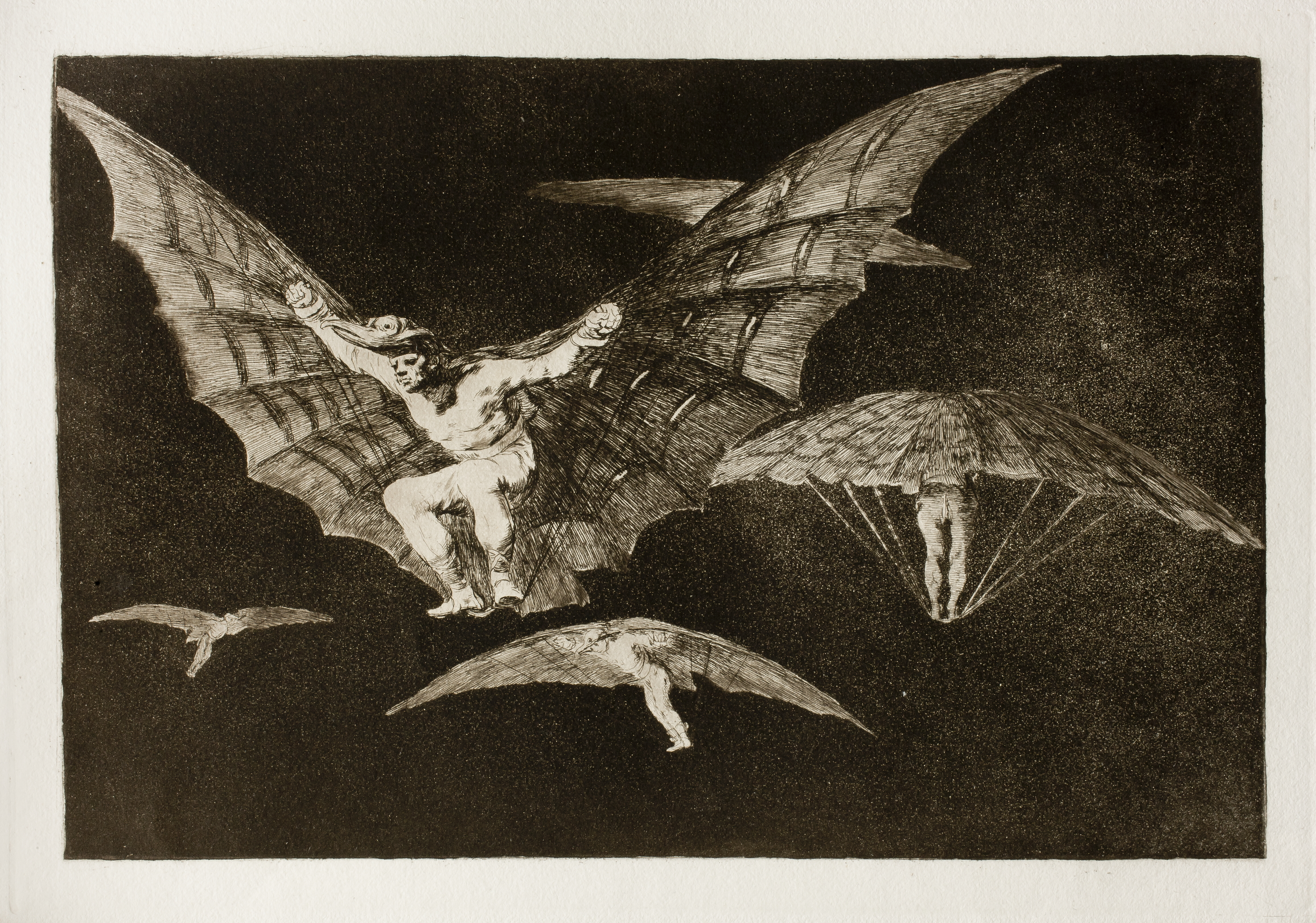
Nr 13. Chęć jest matką umiejętności. Sposób na latanie
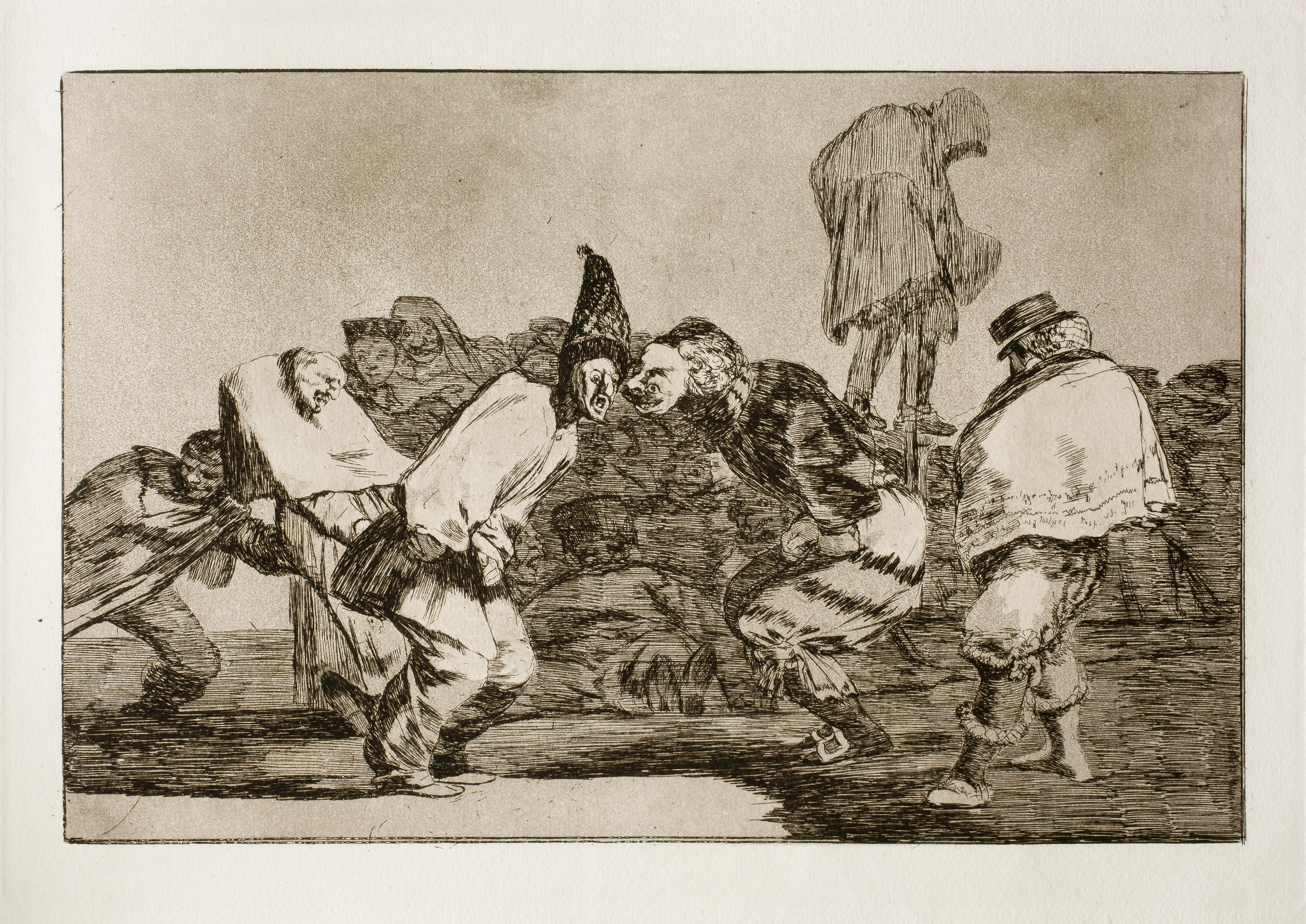
Nr 14. Ciesz się karnawałem, bo jutro w proch się obrócisz. Szaleństwo karnawałowe
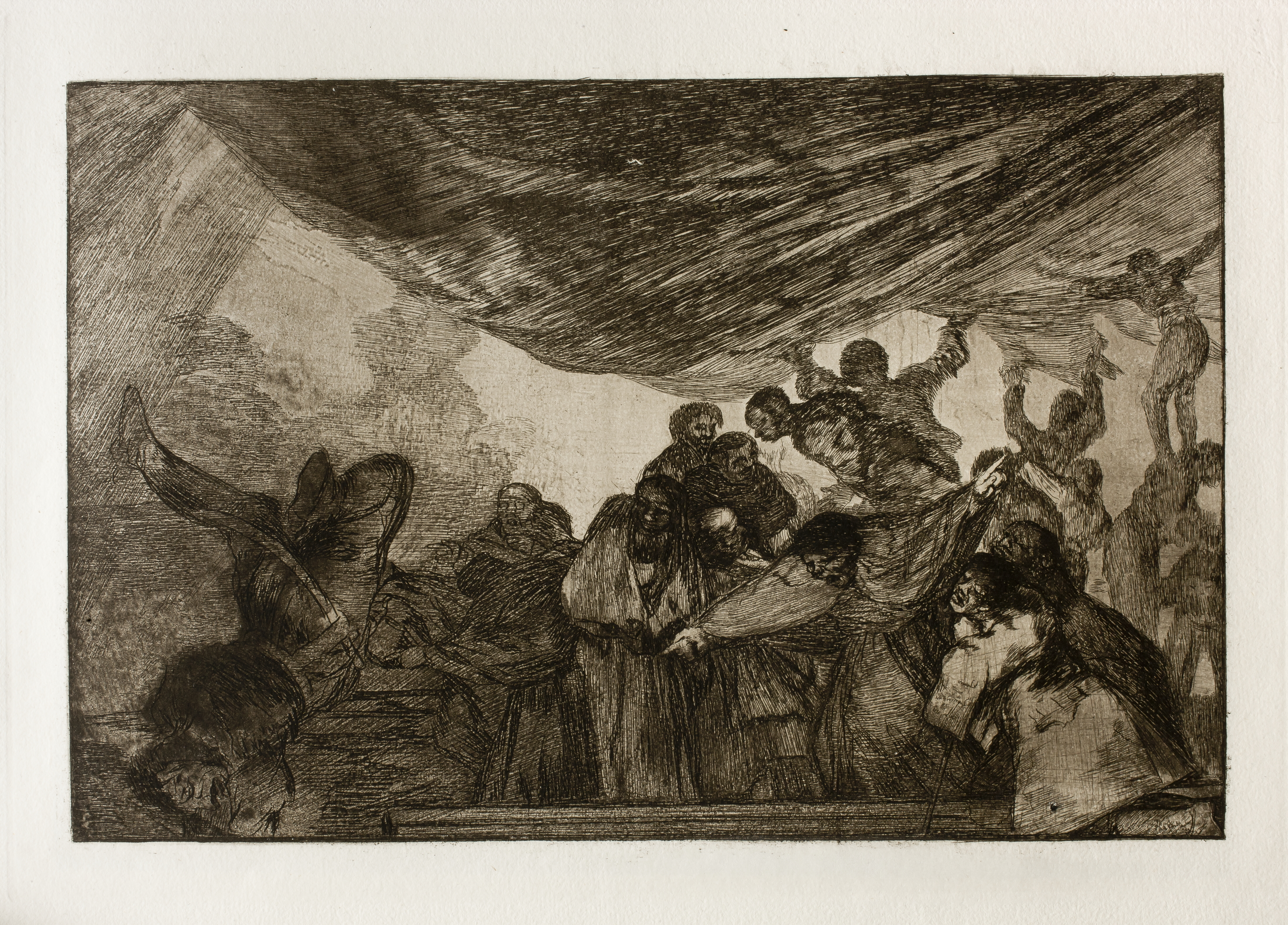
Nr 15. Nie polecają się Bogu, ani diabłu. Szaleństwo oczywiste
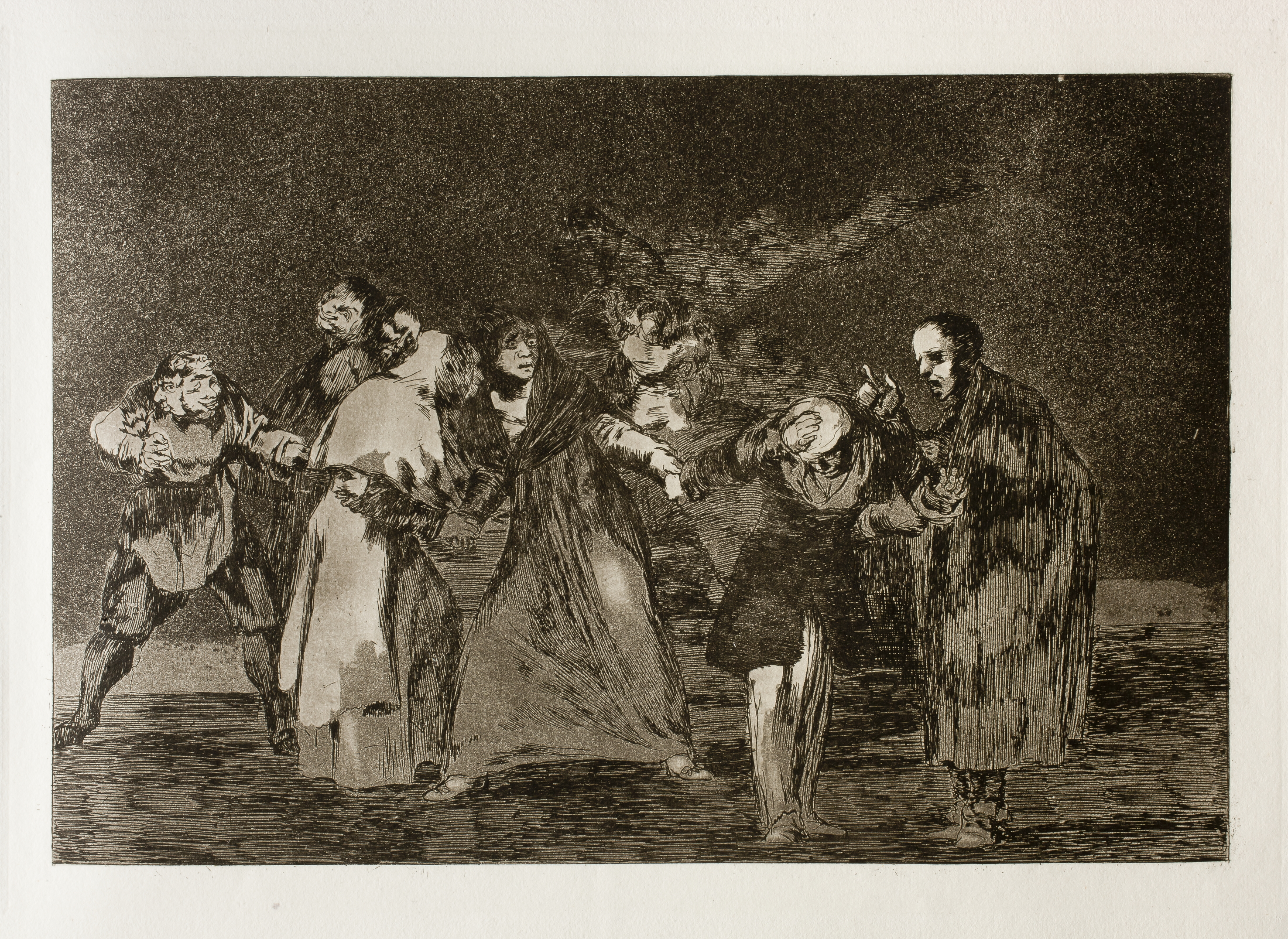
Nr 16. Łatwiej goją się rany od noża niż od złego języka. Namowy
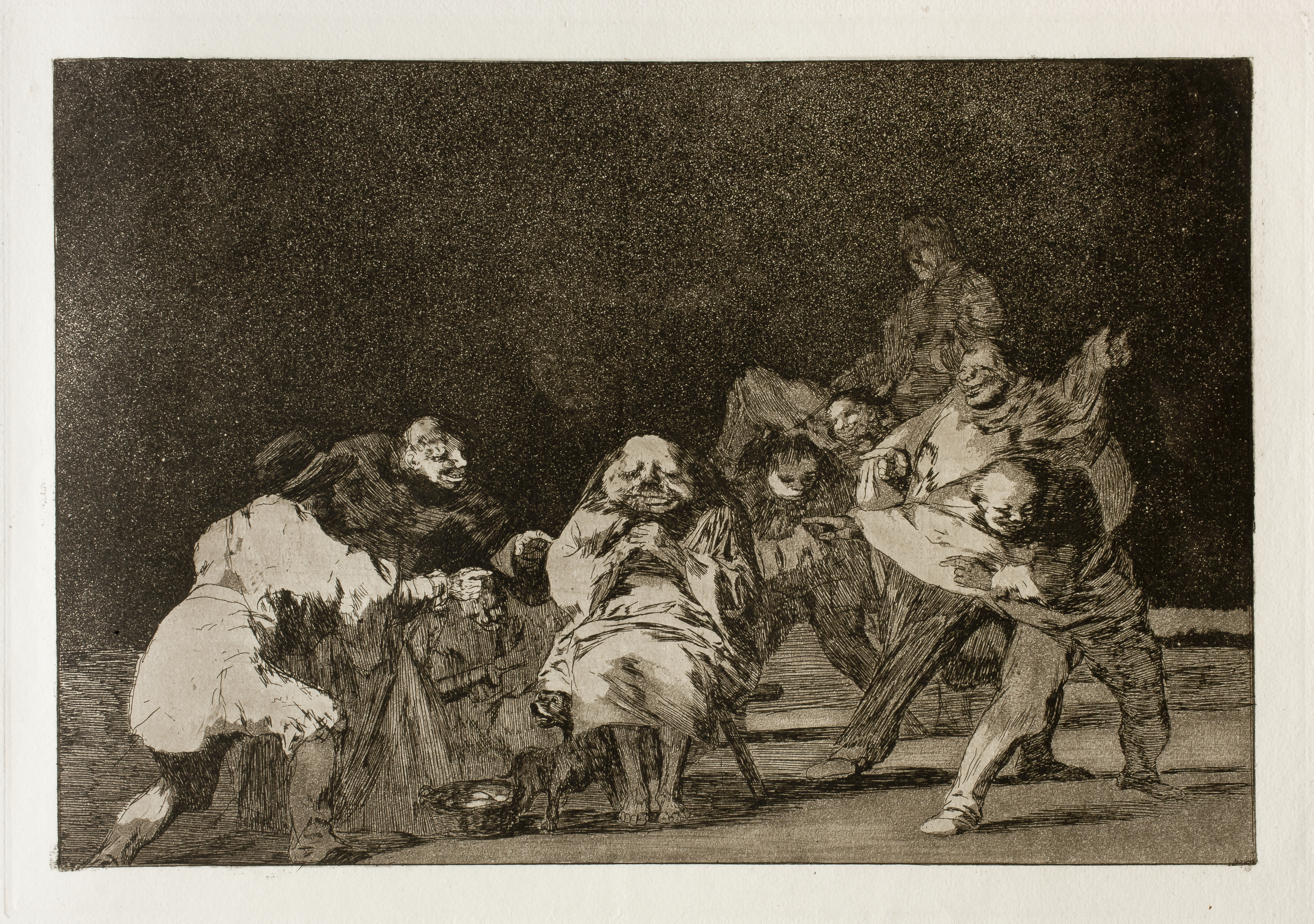
Nr 17. Kto cię nie lubi, nawet w żartach mówi źle o tobie. Lojalność
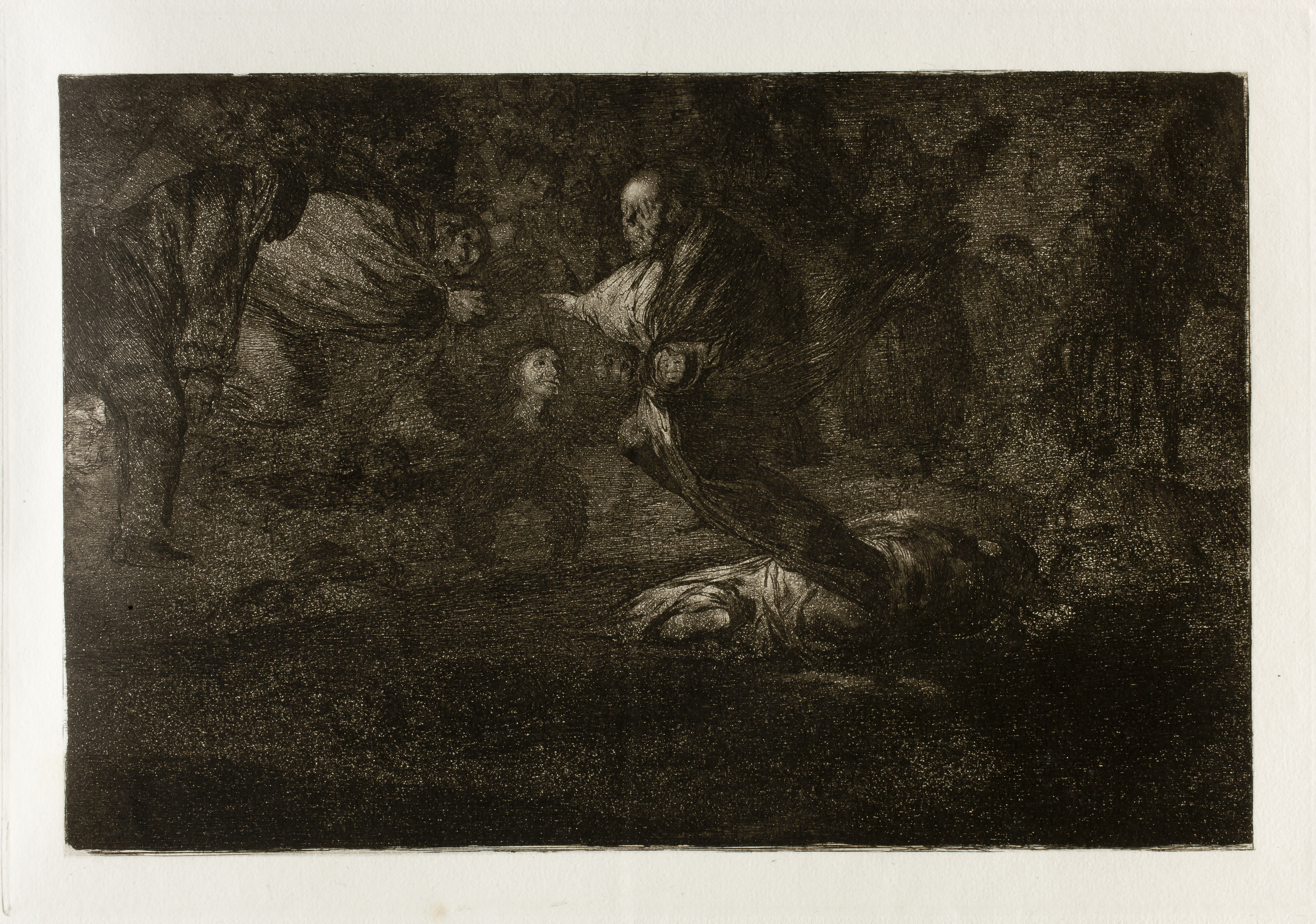
Nr 18. Bóg ich stworzył, a oni łączą się w pary. Szaleństwo żałobne

Dodatkowe Szaleństwa wydane w 1877
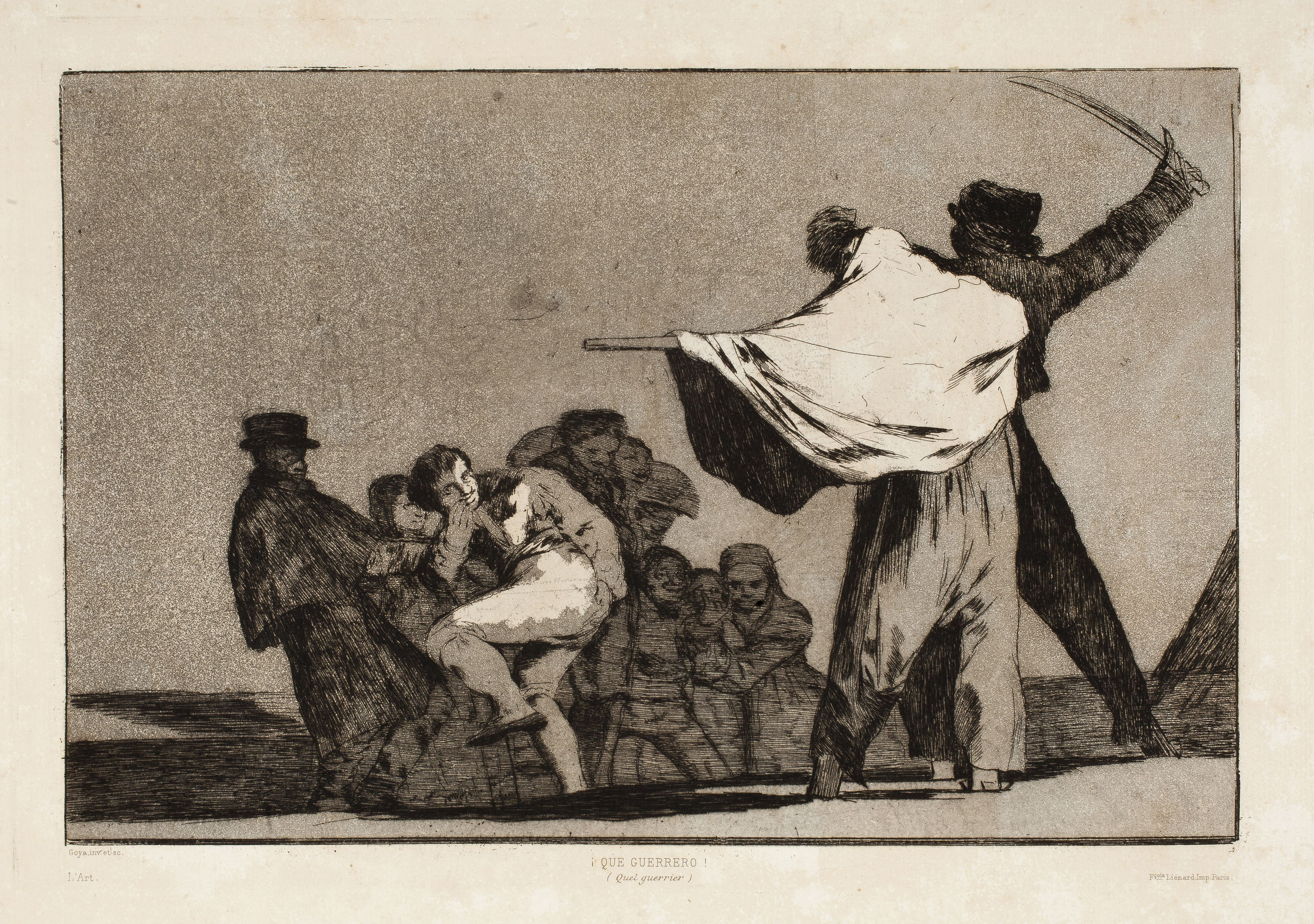
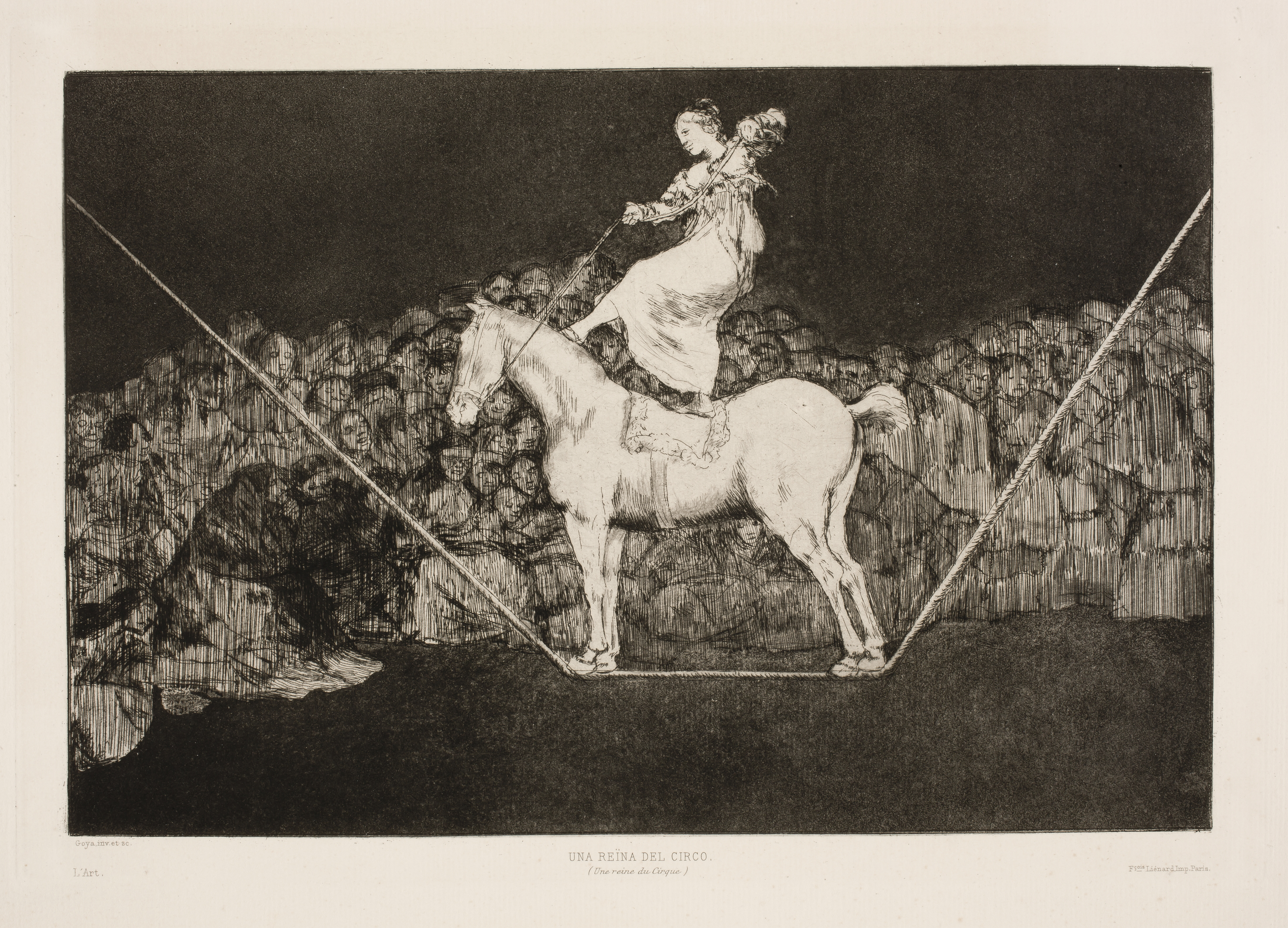
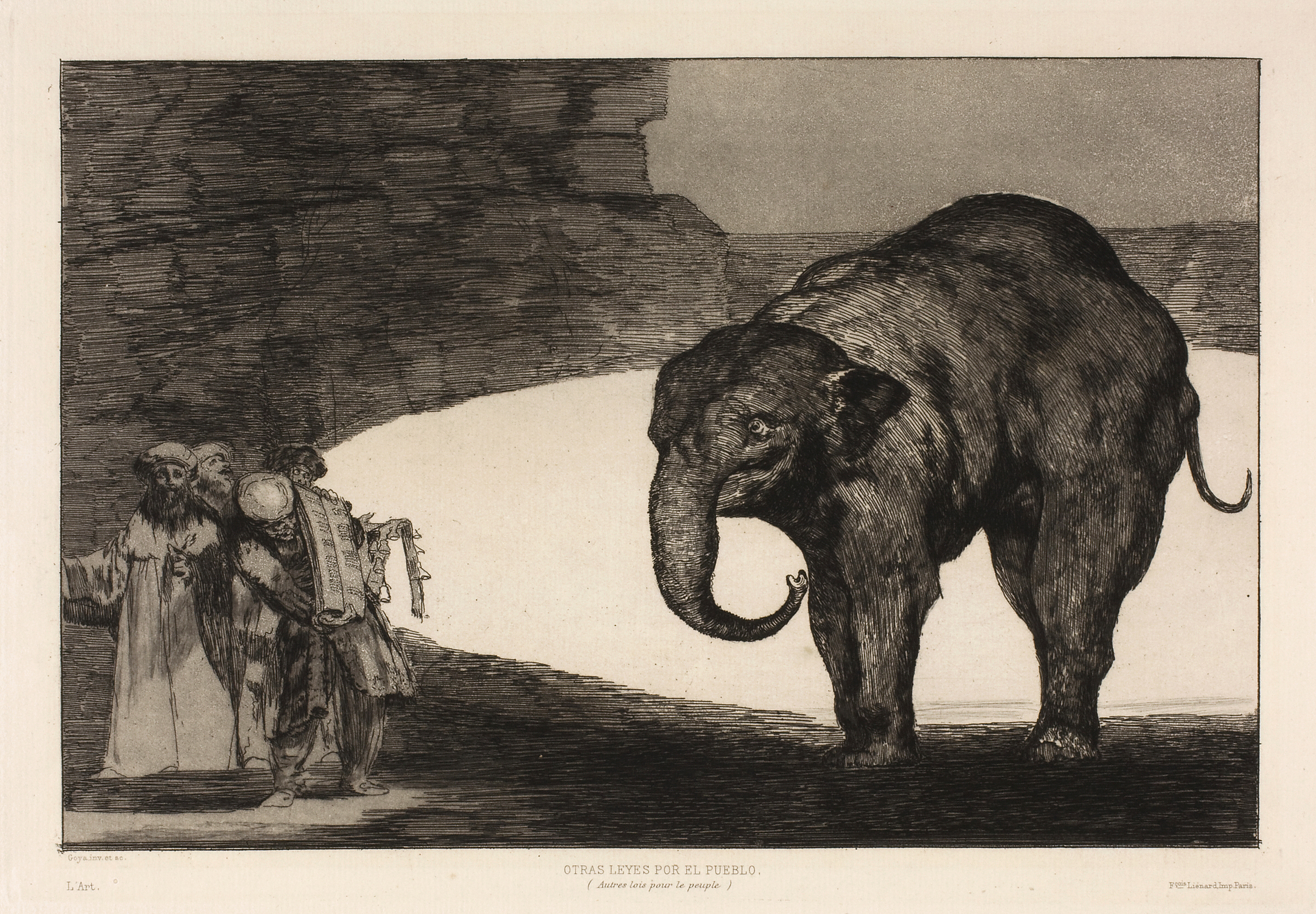
Szaleństwo zwierzęce
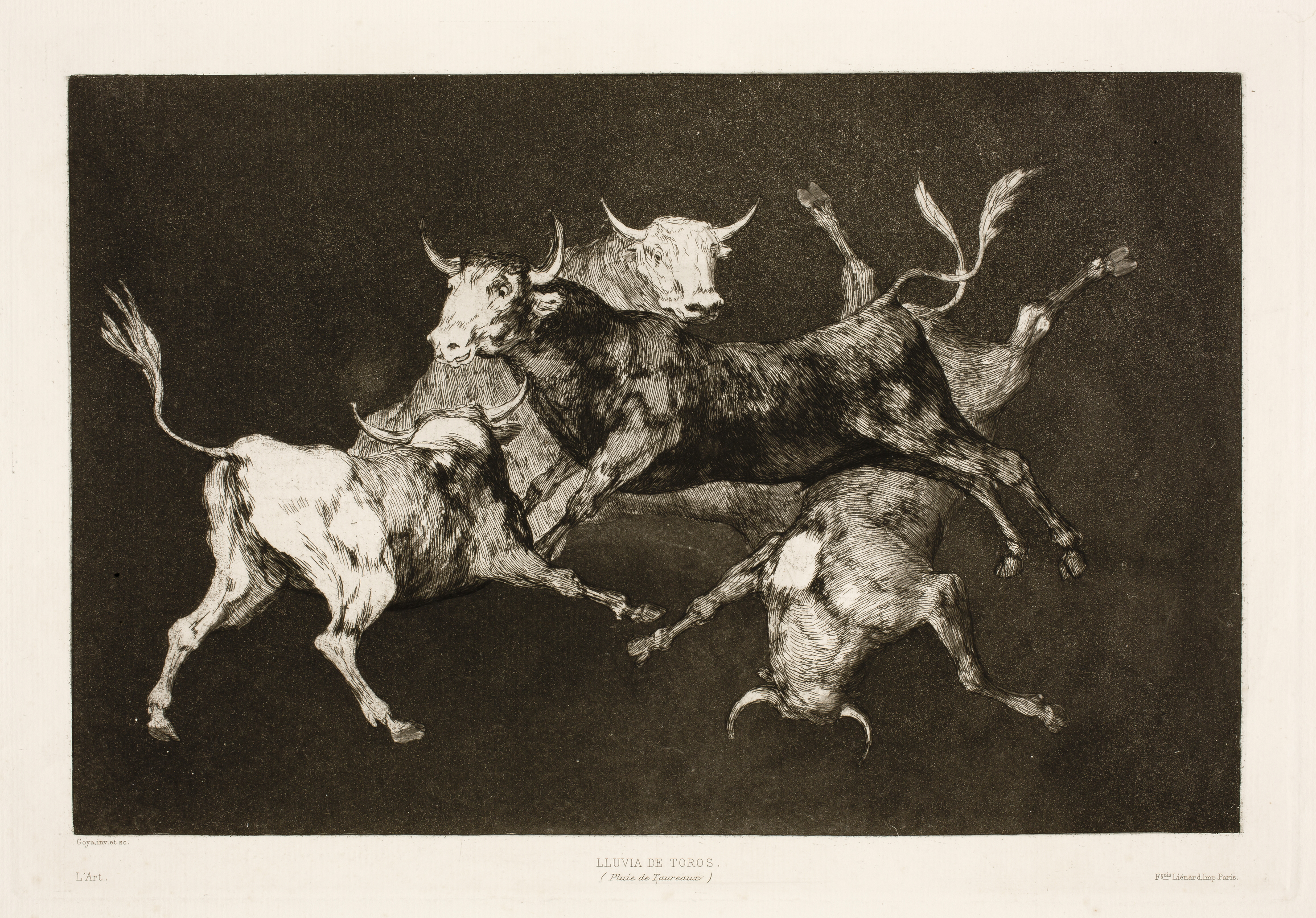
Szaleństwo byków